# Globocsica (Sztruga)
Globocsica (macedónul: Глобочица) település Észak-Macedóniában, a Délnyugati körzetben, Sztruga községben.

## Népesség
| Lakosok száma | 291  | 353  | 465  | 2    |      |
|               | 1948 | 1953 | 1961 | 1981 | 2002 |

2002-ben lakatlan település.